# 褐擬鱗魨
褐擬鱗魨（学名：Balistoides viridescens），又稱綠擬鱗魨、胡麻皮剝魨、黃褐砲彈、剝皮魚、褐擬板機魨，为鳞鲀科拟鳞鲀属的鱼类。分布于印度洋及太平洋的热带海内、在印度洋南达莫三鼻给的德拉果阿、北达红海及印度的安达曼群岛、东经马来半岛、印度尼西亚、菲律宾、往南到太平以及西沙群岛和海南岛等海域等，属于暖水性鱼类。该物种的模式产地在毛里求斯。

## 分布
本魚分布於紅海及印度太平洋區，包括東非、紅海、模里西斯、塞席爾群島、馬爾地夫、印度、斯里蘭卡、緬甸、中國、台灣、日本、越南、泰國、聖誕島、印尼、新幾內亞、菲律賓、吉里巴斯、密克羅尼西亞、東加、帛琉、薩摩亞群島、澳洲、土阿莫土群島及新喀里多尼亞等海域。

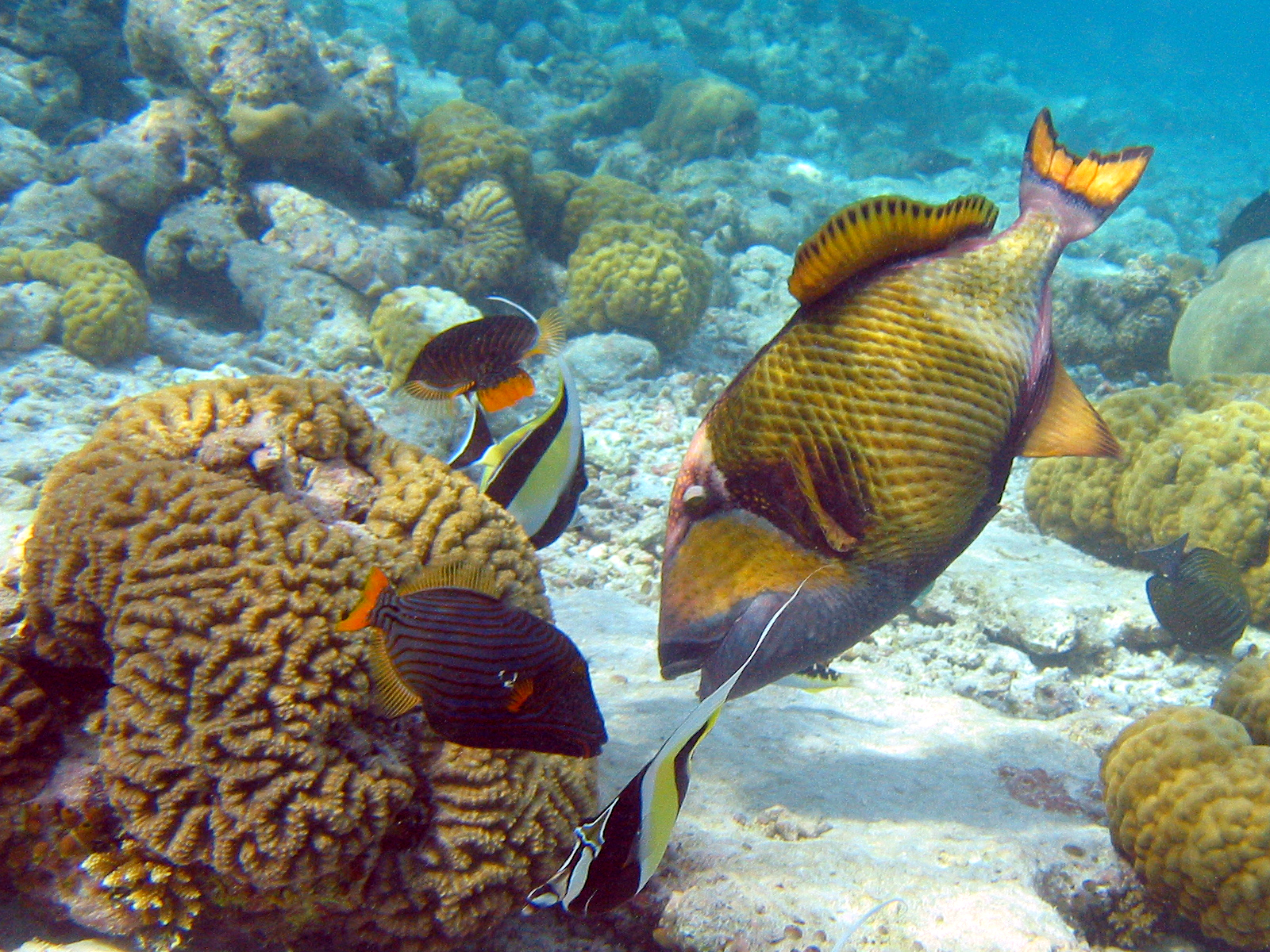
在馬爾地夫珊瑚上的褐擬鱗魨

## 深度
水深0至60公尺。

## 特徵
本魚體呈橢圓形且側扁、吻小且端位，體色淡黃褐色，齒白色，具缺刻，各鱗片中央大多有灰黑色小點。自眼到胸鰭基部附近有一黑褐色橫斜紋形寬帶，兩眼間距及其附近灰褐色。上唇後方的光皮處呈紅黑色，口角後方縱光皮的背緣紅黑色。第一背鰭淡紅色，散佈紅黑色，第一棘粗大，奇鰭上有藍綠外緣，第二背鰭、臀鰭與尾鰭黃褐色，胸鰭黃褐色，尾柄上有數列平行的突起。幼魚體色較黃，奇鰭上無藍綠色外緣。背鰭硬棘3枚；背鰭軟條24至26枚；臀鰭軟條22至24枚，體長可達75公分。

## 生態
本魚棲息於岩礁，日行性，成魚常單獨或成對地在礁區外圍出現，幼魚則大多在有隱蔽物附近出現如珊瑚礁，雜食性，以海膽、甲殼類、水螅等為食，透過翻動岩石、攪動沙子和咬掉分枝珊瑚碎片來進食。

## 經濟利用
可食用，一般多作觀賞魚，為蠻受歡迎的魚種之一。因食物鏈的關係，體內可能含有魚毒。